# 整備士
整備士（せいびし, w:mechanic）は、乗り物をはじめとする機械などの点検・整備等を行う人のこと。作業を行うための資格保持者を指すことが多い。整備を仕事にする者の職種を示すために使われることもある。
機器等の確実な作動を保ち、事故を未然に防ぐためには、専門的な知識・適切な間隔・適切な作業手順で整備を実施することが必要である。不適切な整備が人命に関わる結果をもたらすこともありうるため、整備作業は各国法令等で定められた資格保持者のみが行うことができるよう定められていることが多い。こうした資格、また資格保持者はその整備対象に応じて「○○整備士」などと呼ばれる。
日本では上記の理由で発生しうる責任や作業中の危険度の度合いに比べて、大抵の場合は地位や待遇などが適切とは言いがたく、特に自動車整備士（二輪自動車整備士等を含む）に関してはサービス残業・早朝出勤が恒常化していたり職場環境が悪いところが多々見受けられる。

## 各種整備士例

### 日本
さまざまな整備士と対応する法令が存在する。ここでは日本での整備士を中心にいくつか例を挙げる。
| 整備対象 | 日本における名称例                                                     | 対応法令                               | 関連項目                                                   |
| -------- | ---------------------------------------------------------------------- | -------------------------------------- | ---------------------------------------------------------- |
| 自動車   | 自動車整備士                                                           | 道路運送車両法                         | 自動車整備業、自動車工学                                   |
| 船舶     | マリン整備士（マリンエンジン整備士、マリン船体整備士）、舶用機関整備士 |                                        |                                                            |
| 航空機   | 航空整備士、航空運航整備士、航空工場整備士                             | 航空法                                 | 航空工学                                                   |
| 自転車   | 自転車安全整備士                                                       |                                        |                                                            |
| 鉄道     | 電車整備士、軌道整備士                                                 | <鉄道に関する技術上の基準を定める省令> | 日本の鉄道車両検査、保線、日本の鉄道信号機、架空電車線方式 |
| ボイラー | ボイラー整備士                                                         |                                        |                                                            |
| 無線     | 航海用無線設備整備士、航海用レーダー整備士、船舶無線整備士             |                                        |                                                            |
| パソコン | パソコン整備士                                                         |                                        |                                                            |

日本では、これらの他に整備に関係する技能士の資格に整備技能士と呼ばれている資格がある（例：鉄道車両製造・整備技能士。鉄道車輌整備士を参照）。